# PKM2
PKM2 (pour « pyruvate kinase musculaire 2 », est l'une des deux isoformes (avec le PKM1), issue de l'épissage alternatif du gène PKM située sur le chromosome 15 humain.

## Fonction
Il permet la catalyse de la glycolyse, favorisant la voie aérobie (« effet Warburg »). Il a également un rôle de tyrosine kinase permettant la régulation de l'expression de divers gènes.
Le récepteur de l'EGF permet la migration du PKM2 dans le noyau cellulaire, où Il active la bêta-caténine, jouant un rôle dans la régulation de la tumorogenèse. 
Il favorise la mobilisation des astrocytes après un traumatisme de la moelle épinière.
Il favorise également la prolifération des cardiomyocytes, notamment après un infarctus du myocarde.